# 単層立方上皮
単層立方上皮（たんそうりっぽうじょうひ、英: simple cuboidal epithelium）とは立方状の上皮細胞が基底板の上に一層並んでいる上皮。上皮細胞自由表面に線毛を有する上皮を単層線毛立方上皮と呼ぶ。ボウマン嚢上皮、腎尿細管の一部の上皮、甲状腺の濾胞上皮、脳室の脈絡叢上皮、角膜後上皮、終末細気管支の粘膜上皮、呼吸細気管支の粘膜上皮などが単層立方上皮である。